# 1154
| [ Edytuj tabelę ]          |                                                                              |
| Książę Małopolski          | - 1146 Bolesław IV Kędzierzawy 1173                                          |
| Książę Wielkopolski        | - 1138 Mieszko III Stary 1177                                                |
| Król Angkoru               | - 1150 Dharanindrawarman II 1160                                             |
| Król Anglii                | - 1135 Stefan z Blois 1154 - 1154 Henryk II 1189                             |
| Król Aragonii              | - 1137 Petronela Aragońska 1164                                              |
| Hrabia Barcelony           | - 1131 Rajmund Berengar IV Święty 1162                                       |
| Książę Bawarii             | - 1141 Henryk XI Jasomirgott 1156                                            |
| Margrabia Brandenburgii    | - 1144 Albrecht Niedźwiedź 1170                                              |
| Książę Burgundii           | - 1143 Eudes II 1162                                                         |
| Cesarz Bizancjum           | - 1143 Manuel I Komnen 1180                                                  |
| Cesarz Chin                | - 1127 Song Gaozong 1162                                                     |
| Książę Czech               | - 1140 Władysław II 1172                                                     |
| Król Danii                 | - 1146 Kanut V 1157 - 1146 Swen III Grade 1157                               |
| Władca Egiptu              | - 1149 Az-Zafir 1154 - 1154 Al-Fa’iz 1160                                    |
| Król Francji               | - 1137 Ludwik VII Młody 1180                                                 |
| Król Gruzji                | - 1125 Dymitr I 1156                                                         |
| Hrabia Holandii            | - 1121 Dirk VI 1157                                                          |
| Cesarz Japonii             | - 1141 Konoe 1155                                                            |
| Kalif                      | - 1136 Al-Muqtafi 1160                                                       |
| Król Kastylii              | - 1126 Alfons VII 1157                                                       |
| Wielki książę Kijowa       | - 1146 Izjasław II Pantelejmon 1154 - 1154 Izjasław III Dawidowicz 1155      |
| Patriarcha Konstantynopola | - 1154 Konstantyn IV Chliaren 1156                                           |
| Władca Korei               | - 1146 Ŭijong 1170                                                           |
| Kalif Maroka               | - 1147 Abd al-Mumin 1163                                                     |
| Król Nawarry               | - 1150 Sancho VI 1194                                                        |
| Król Norwegii              | - 1136 Inge I Garbaty 1161 - 1136 Sigurd II Gęba 1155 - 1142 Eystein II 1157 |
| Książę Obodrzyców          | - 1131 Niklot 1160                                                           |
| Hrabia Palatynatu          | - 1142 Herman III von Stahleck 1155                                          |
| Papież                     | - 1153 Anastazy IV 1154 - 1154 Hadrian IV 1159                               |
| Król Portugalii            | - 1139 Alfons I 1185                                                         |
| Sułtan Rumu                | - 1116 Masud I 1156                                                          |
| Książę Rusi halickiej      | - 1153 Jarosław Ośmiomysł 1187                                               |
| Książę Saksonii            | - 1142 Henryk Lew 1180                                                       |
| Sułtan Wielkich Seldżuków  | - 1118 Ahmad Sandżar 1157                                                    |
| Król Szkocji               | - 1153 Malcolm IV 1165                                                       |
| Król Szwecji               | - 1130 Swerker I Starszy 1156                                                |
| Doża Wenecji               | - 1148 Domenico Morosini 1156                                                |
| Król Węgier                | - 1141 Gejza II 1161                                                         |

Rok 1154 / MCLIV
stulecia: XI wiek ~
XII wiek ~
XIII wiek

lata: 1144 «
1149 «
1150 «
1151 «
1152 «
1153 «
1154
» 1155
» 1156
» 1157
» 1158
» 1159
» 1164

## Wydarzenia w Polsce
- Książę Sandomierza Henryk wyprawił się do Palestyny i uczestniczył w walkach z Saracenami.

## Wydarzenia na świecie
- 9 stycznia – Sintra w Portugalii otrzymała prawa miejskie.
- Kwiecień – Nur ad-Din, władca Aleppo, zajął Damaszek i środkowo-południową Syrię.
- 25 października – Henryk II Plantagenet został królem Anglii.
- 4 grudnia – Hadrian IV został papieżem.
- 19 grudnia – Henryk II Plantagenet i jego żona Eleonora zostali koronowani w Westminsterze przez Teobalda, arcybiskupa Canterbury.
- Arabski kartograf Al-Idrisi stworzył mapę zwaną Tabula Idrisiana (lub Tabula Rogeriana).
- Nasr-ad-Din, faworyt kalifa fatymidzkiego Az-Zafira zamordował go wraz z rodziną i zabił wielkiego wezyra.
- Ludwik VII Młody, król Francji, odbył pielgrzymkę do grobu św. Jakuba w Composteli.
- Henryk II Plantagenet, pretendent do tronu Anglii, ruszył do Barfleur i mimo burzy 6 grudnia odbił od wybrzeży normandzkich, by po dwóch dniach żeglugi dotrzeć do Anglii.
- Szwedzki król Eryk IX podjął nieudaną wyprawę na Finlandię w celu podboju i chrystianizacji
- Szkoła prawnicza w Bolonii jako pierwsza uzyskała przywileje uniwersyteckie.
- Fryderyk I Barbarossa podczas pierwszej wyprawy do Italii stłumił powstanie dowodzone przez Arnolda z Brescii.

## Urodzili się
- 11 listopada – Sancho I Kolonizator, król Portugalii (zm. 1211)

## Zmarli
- 26 lutego – Roger II, król Sycylii (ur. 1095)
- 25 października – Stefan z Blois, król Anglii (ur. ok. 1097)
- 13 listopada – Izjasław II Pantelejmon, wielki książę kijowski (ur. 1096)
- 18 listopada – Adelajda Sabaudzka, królowa Francji (ur. 1092)
- 3 grudnia – Anastazy IV, papież (ur. ?)
- data dzienna nieznana:
  - Wiaczesław Włodzimierzowic, wielki książę kijowski (ur. 1083)